# Pferdekuss

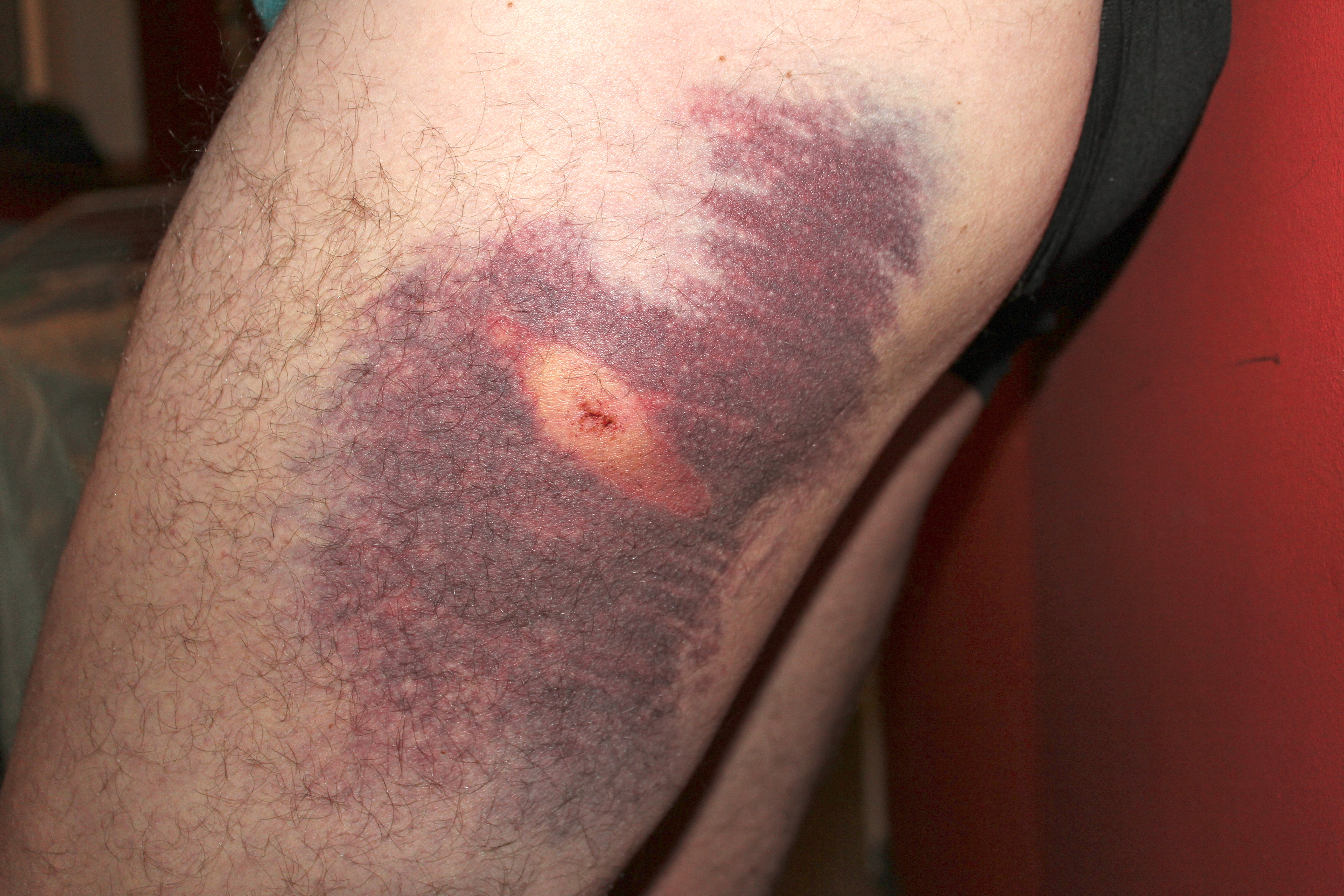
Hämatomentwicklung 3 Tage nach Sturz auf erhöhten Gegenstand

Der Pferdekuss (auch Hirsch, Eisbein, Schenkler, in Bayern Boandl, in Franken Knöck oder Bobby, in Südtirol Rossbiss, Rosskick oder Schweinebiss, in Österreich Schenkerl, Eisenbahner, Kaltsteller oder Tschekapuff) bezeichnet umgangssprachlich eine Prellung meist am Oberschenkel. Der Pferdekuss entsteht durch die äußere stumpfe Gewalteinwirkung auf die Körperoberfläche (Tritt, Stoß, Aufprall), hier den Tractus iliotibialis, den seitlichen Oberschenkel. Bei der Prellung kommt es zur Zerstörung von Gewebe, ohne dass die darüber liegende Haut verletzt wird. Da die straffe Sehnenplatte des seitlichen Oberschenkels dem Druck eines Hämatoms nur bedingt nachgibt, sind Prellungen in diesem Bereich besonders schmerzhaft. Die Akutversorgung erfolgt in der Regel nach dem PECH-Schema: Pause, Eis (Kühlung), Compression (zum Beispiel Druckverband), Hochlagern.

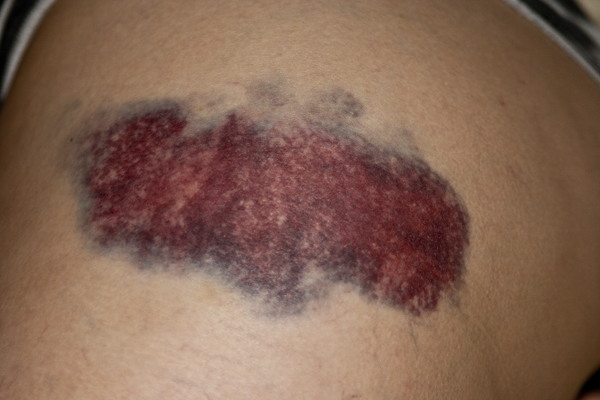
Hämatom, das durch einen stumpfen Gegenstand ausgelöst wurde (linker Oberschenkel)

Der Pferdekuss entsteht vor allem bei Bewegungssportarten insbesondere beim Fußball und Handball, wenn das Knie gegen die Außenseite des gegnerischen Oberschenkels gerammt wird. Schwere Formen des Pferdekusses können zum Kompartmentsyndrom führen und im Extremfall einen chirurgischen Eingriff (Fasziotomie) erfordern.
Ursprünglich dürften wohl die von den Hufen austretender Pferde ausgelösten kreisförmigen sichtbaren Hämatome namensgebend gewesen sein.